# 下津井地区
下津井地区（しもついちく）は、岡山県倉敷市児島地域にある地区である。かつての児島郡下津井町（しもついちょう）に相当する。
現在の下津井中学校区にあたる。
下津井、吹上（ふきあげ）、田之浦（たのうら）、大畠（おばたけ）の各大字からなり、児島半島の西南端にあたる地区で、瀬戸内海沿岸の丘陵地のため平地は少ない。総人口は約5700人。

## 概要

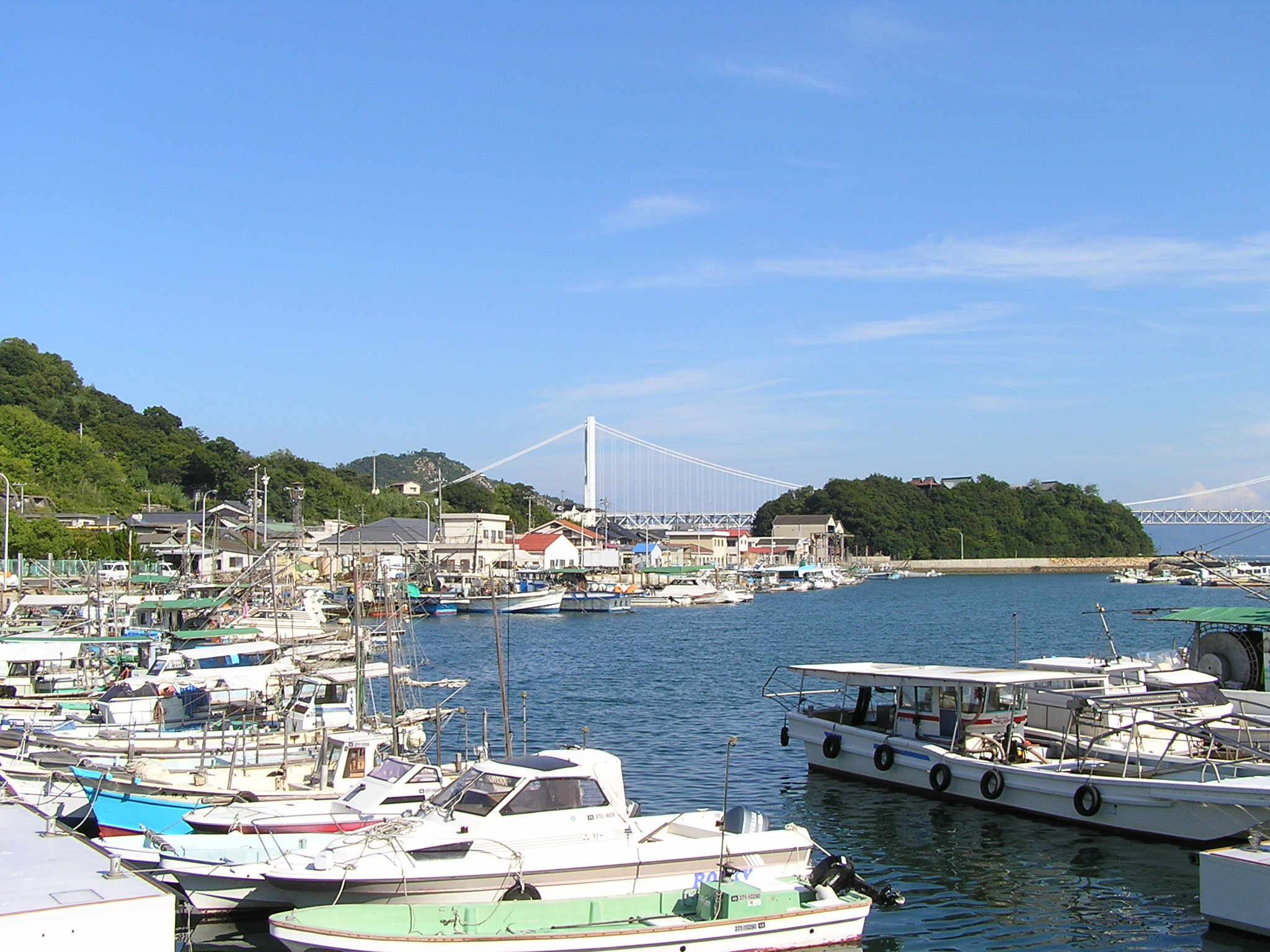
下津井港と下津井瀬戸大橋

古くから港町として繁栄した。東部には名峰・鷲羽山を擁する。
この鷲羽山では、西日本で最初の旧石器時代の石器が発見され（1954年発見）、古墳時代（6世紀）の古墳が現存し、平安時代の神社（式内社；田土浦坐神社、927年）が今も鎮座している。また、同時代には沖合にて、藤原純友が時の政府に反乱を起こした（939年）ことなどから、鷲羽山の麓では古くから集落が形成されていたことがわかる。
現在も漁業が盛んな地区で「下津井蛸」が有名なこともあり、港の近くでは11月頃からは蛸を天日干しした風景が見られ、地元漁協による小売市場も催されている。瀬戸大橋の架橋に併せ沿岸道路が整備されたため港も近代化が進んでいるが、常夜灯や雁木が一部残っており、街中には江戸時代に廻船問屋や遊廓が軒を並べた頃の面影が残り、岡山県によって町並み保存地区に指定されている。
概ね下津井町施行前の旧下津井町と長浜村に相当する地区に分かれ、それぞれ倉敷市立下津井西小学校と下津井東小学校の学区にあたる。
下津井は天然の良港に恵まれ古くから「風待ち・潮待ちの湊」で、奈良時代・平安時代の文献に記されている。江戸時代から明治時代にかけては北前船の寄港地として栄え、金比羅参りの渡し場としても賑わった。
下津井の由来は「吉備児島の下の津」、かつての中心であった郷内地区からもっとも下に位置する港の意味であると云われている。また、この地域が下津井と呼ばれるようになったのは江戸時代末期である。かつてこの一帯は「長浜」と呼ばれ、「下津井」・「吹上」・「田ノ浦」に「大畠」を加え四ヶ浦（しかうら）という総称もあった。
1907年（明治40年）に市町村合併により児島郡下津井町が成立、その後児島市を経て、現在の倉敷市となる。
1911年（明治44年）には下津井電鉄（当時は下津井軽便鉄道）が開業、1914年（大正3年）に下津井まで路線が敷設された。
当地の歴史は古く、平安時代の文献にも記載された歴史ある港町である。児島通生にある般若院の文書によると、大畠・田之浦・吹上・下津井の4か村、つまり現在の下津井地区は古くは長浜（ながはま）とも呼ばれていたとされる。
現代になると、一時は団地が造成されたり、瀬戸内海が一望できる遊園地として鷲羽山ハイランドが開業するなど人口・観光客が増加したが、1988年に瀬戸大橋が開通すると、下津井は旅客港・商港としての機能を完全に同橋に奪われ、1991年に下津井電鉄は鉄道事業から撤退した。その後は地元経済は停滞気味となっていく。
古来から今まで続く漁業に関しては現在も盛んであり、牛窓・寄島などと並ぶ県内有数の漁港として知られ、イイダコやママカリなどが代表的な魚介である。岡山県周辺の鮮魚店やスーパーマーケットなどにおける「下津井直送」という言葉は一種のブランドとなっている。
しかし現在の主力産業である漁業も人口下減少に伴う後継者不足の問題を抱えている。
他の産業として前述の鷲羽山や鷲羽山ハイランドなどを中心とした観光産業があり、丘陵上からは瀬戸内海・瀬戸大橋を一望できるという風光明媚な場所であることから宿泊施設が多数ある。

## 地域

### 下津井

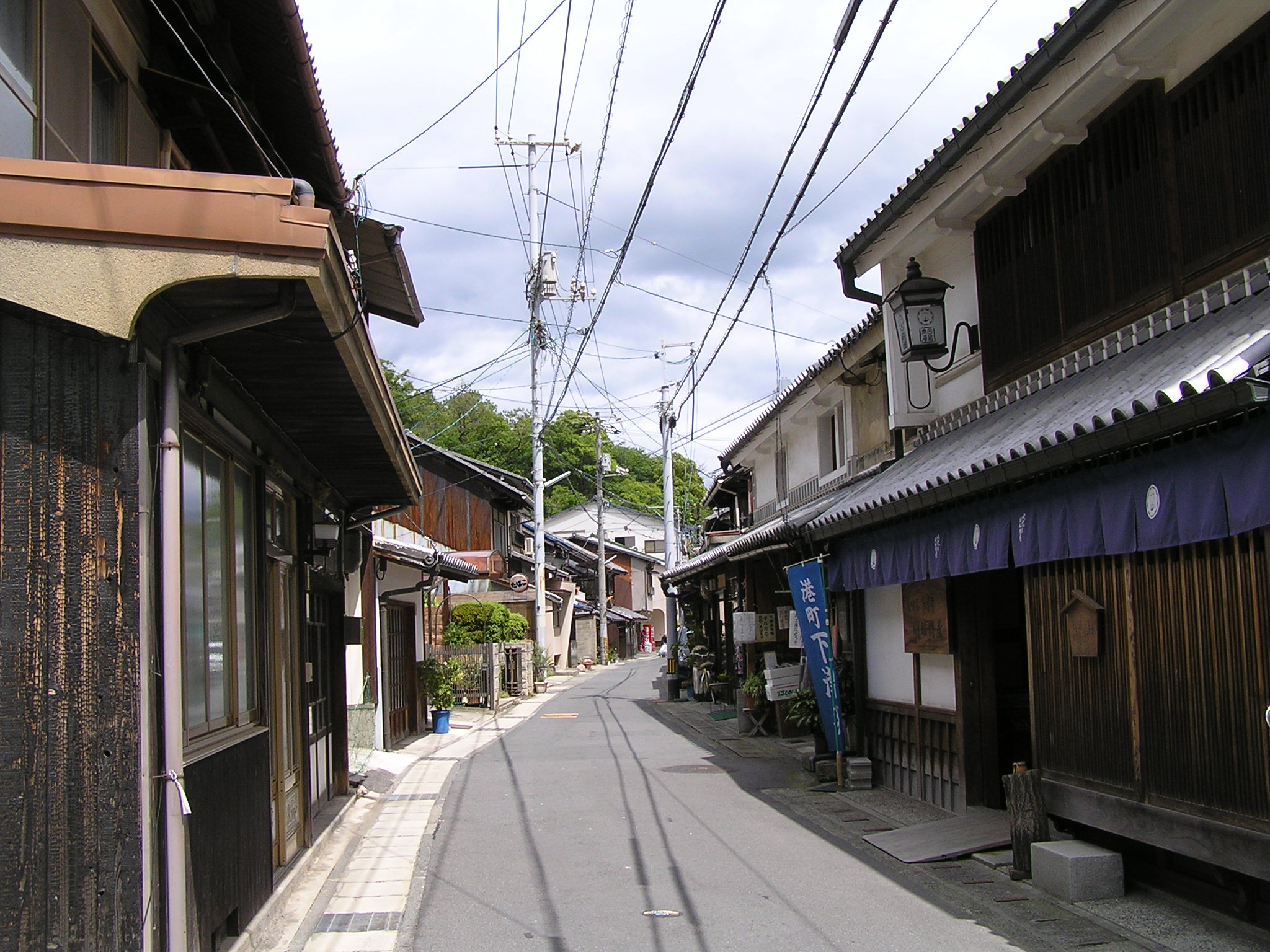
下津井の街並み

古代から中世にかけて、海運・軍事の重要拠点として要衝として発達。四国連絡などにも利用価値の高い瀬戸内海の要港として栄えた。
江戸時代になると、備前岡山藩の領地となり、1606年（慶長11年）に池田長政がこの地にあった下津井城を再築城 し、周囲は城下町として発展。さらには周囲の地区において綿栽培や塩田が盛んだったこともあり、商港として、あるいは備前国有数の漁港として繁栄した。
また岡山と讃岐国金刀比羅宮を結ぶ金比羅往来が整備され、その渡海港として旅客で賑わった。由加山と讃岐国金刀比羅宮の「両参り」の風習が盛んになると現在の田の口港とともに多くの参拝客で町は繁栄した。
近現代になると、商港・旅客港としては現玉野市の宇野港に主役の座を譲る形になるも、四国（丸亀港）と岡山を結ぶ主要航路の一つとして経済活動が盛んに行われ、1911年（明治44年）には下津井電鉄（当時は下津井軽便鉄道）が開業、1914年（大正2年）に下津井まで路線が敷設された。

### 吹上
隣接の下津井や田之浦同様、古くから開けた港町である。『梅松論』には、南北朝時代初めに、足利尊氏が九州から東上の途中、延元元年/建武 (日本)3年（1336年）5月15日から4日間軍船をとどめ、福山城（現・総社市）の落城を待ったと記録されている。
江戸時代には、回船問屋や仲買、金融業者、日用品販売業者などの多数の商人が在住、さらに宿屋や料理屋も多く繁栄した。
明治に入ってもその繁栄はしばらく続いたが、近代化とともに次第に衰退していき、現在は漁港として機能している他、一部団地による宅地化がなされている。

### 田之浦

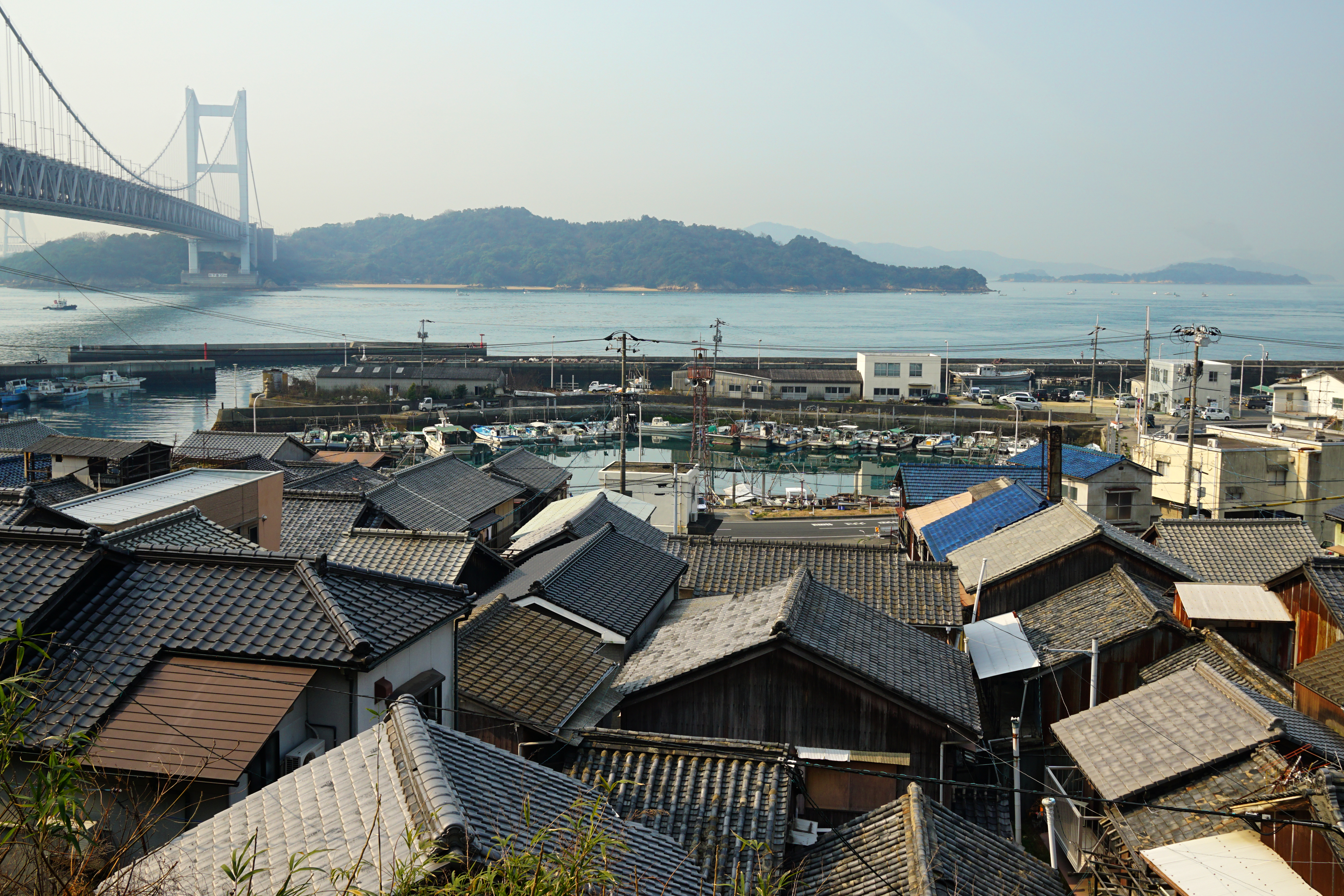
田土浦坐神社から望む田之浦港と町並み

同町内の下津井や吹上同様に古い歴史を持つ港町である。鷲羽山南麓の浅い谷を海岸にかけて集落が続き、沿岸部に町並を作っている。古来より漁業者が多く、水田は少なく、山地にわずかに畑が段をなして存在している。
地名の由来は当地北の丘上にある延喜式内社・田土浦坐神社である。同神社の門前町でもあったため、神社名の田土浦が変形して田之浦となったとされる。
当地内にある寺院・真言宗弘泉寺は、同寺院の縁起によると正応年中（1288〜1299年）の開基とされ、古い歴史がある。
江戸時代中期の記録書『吉備温故秘録』では、田畑五町八反、家数百六十軒、男女六百六十六人、舟四十三艘、四季とも漁猟す、との記載がある。
田之浦港は、現在も漁港として健在である。

### 大畠
下津井地区南東端に突き出た岬にある地区。名峰・鷲羽山を要する。下津井地区内で唯一、現在の住所表記の大字に下津井の名前が付かない。
元来は古くから漁業で成り立っていた漁村であり、漁業者が多かった。しかし近代以降、時勢の変化につれて徐々に足袋製造他の繊維業の中小業者が増えていき、町の様子が変わった。
源平時代には、平家の大将が当地に陣屋を構えた。その跡が現在も残っている。『吉備温故秘録』によると、江戸時代には田畑6町1反、家数143軒、男女1100人との記載がある。
明治になり、隣接の田之浦村と合併し長浜村を経て下津井町となる。下津井軽便鉄道が敷設されると同地内に琴海駅が設置された。
地内にある真言宗寺院・鷲羽山大宝寺は、鷲羽大明神を鎮守としている。

## 人口・世帯数
平成24年9月末現在。
| 町字              | 世帯数 | 男性人口 | 女性人口 | 総人口 | 備考 |
| ----------------- | ------ | -------- | -------- | ------ | ---- |
| 大畠              | 10     | 2        | 8        | 10     |      |
| 大畠1丁目         | 314    | 378      | 407      | 785    |      |
| 大畠2丁目         | 268    | 292      | 329      | 621    |      |
| 下津井田之浦      | 1      | 1        | 0        | 1      |      |
| 下津井田之浦1丁目 | 249    | 268      | 289      | 557    |      |
| 下津井田之浦2丁目 | 176    | 214      | 220      | 434    |      |
| 下津井吹上        | 29     | 32       | 33       | 65     |      |
| 下津井吹上1丁目   | 204    | 194      | 251      | 445    |      |
| 下津井吹上2丁目   | 162    | 193      | 180      | 373    |      |
| 下津井            | 86     | 78       | 93       | 171    |      |
| 下津井1丁目       | 269    | 269      | 307      | 576    |      |
| 下津井2丁目       | 177    | 200      | 223      | 423    |      |
| 下津井3丁目       | 159    | 224      | 245      | 469    |      |
| 下津井4丁目       | 145    | 128      | 166      | 294    |      |
| 下津井5丁目       | 136    | 157      | 181      | 338    |      |
| 総計              | 2385   | 2630     | 2932     | 5562   |      |

## 通信

### 電話番号
下津井を含む児島地域は倉敷MAに属し、市外局番は086。これは倉敷市の他地域に加え都窪郡早島町および岡山市南区の一部（植松・西畦・箕島）と共通となる。

### 郵便番号
全域が児島郵便局（郵便区番号711）の集配担当区域に当たる。
- 大畠 - 711-0924
- 下津井田之浦 - 711-0925
- 下津井吹上 - 711-0926
- 下津井 - 711-0927

## 学区
小学校区
大畠・田之浦・吹上の全域が、倉敷市立下津井東小学校区。下津井の全域が、倉敷市立下津井西小学校区。
中学校区
全域が、倉敷市立下津井中学校区。

## 地勢
山岳
- 鷲羽山（112.8m）
- 三百山（135m）
- 大向山（111.3m）
- 神道山（144.3m）

島嶼
- 松島
- 釜島
- 六口島

岬
- 灯籠崎
- 久須美鼻

## 主要施設
公共施設
- 倉敷市役所下津井市民サービスコーナー
- 下津井郵便局

教育・保育
- 倉敷市立下津井中学校
- 倉敷市立下津井東小学校
- 倉敷市立下津井西小学校
  - 倉敷市立下津井西小学校松島分校 - 休校を経て、現在は廃校
  - 倉敷市立下津井中学校松島分校 - 休校を経て、現在は廃校

## 観光

### 鷲羽山
- 鷲羽山
  - 鷲羽山レストハウス・展望台
- 鷲羽山ハイランド
- 名曲喫茶　時の回廊
- 鷲羽山吹上温泉

### 名所・旧跡
- 下津井町並み保存地区
  - むかし下津井回船問屋
- 下津井電鉄線下津井駅跡
  - 下津井瀬戸大橋* 瀬戸大橋架橋記念公園
- 下津井城址
- 荻野美術館

### 神社仏閣
- 鎮守荒神社
- 木里神社
- 四柱神社
- 石龍大明神
- 祇園神社
- 田土浦坐神社 - 延喜式内社
- 住吉神社
- 円福寺
- 弘泉寺
- 大宝寺

### 宿泊施設
- せとうち児島ホテル
- 鷲羽ハイランドホテル
- 鷲羽山ユースホステル
- 下電ホテル
- 鷲羽温泉備前屋甲子

## 交通

### 道路
- 瀬戸中央自動車道
  - 児島インターチェンジ（最寄）
- 岡山県道21号岡山児島線
- 岡山県道393号鷲羽山公園線（鷲羽山スカイライン）

### バス
- 下電バス - 児島駅より下津井循環線とこはい号乗車

### 鉄道
- 下津井電鉄線（1991年廃止）
  - 琴海駅 - 鷲羽山駅 - 東下津井駅 - 下津井駅

### 港湾
- 下津井港 - 旅客港・漁港
- 大室港 - 漁港
- 田之浦港 - 漁港
- 吹上港 - 漁港
- 大畠港 - 漁港